# Polygonia delta-album
Polygonia delta-album är en fjärilsart som beskrevs av Joseph 1919. Polygonia delta-album ingår i släktet Polygonia och familjen praktfjärilar. Inga underarter finns listade i Catalogue of Life.